# Kleiner Fallstein (Naturschutzgebiet)
Koordinaten: 51° 59′ 34″ N, 10° 41′ 28″ O
Der Kleine Fallstein ist ein Naturschutzgebiet in der Stadt Osterwieck im Landkreis Harz in Sachsen-Anhalt.
Das Naturschutzgebiet mit dem Kennzeichen NSG 0028 ist 45,86 Hektar groß. Es ist vollständig vom Landschaftsschutzgebiet „Waldgebiet des Fallstein“ umgeben und Bestandteil des FFH-Gebietes „Fallsteingebiet nördlich Osterwieck“. Das Gebiet steht seit dem 1. Mai 1961 unter Schutz. Zuständige untere Naturschutzbehörde ist der Landkreis Harz.
Das Naturschutzgebiet liegt nordwestlich von Osterwieck am Westrand des Großen Fallsteins. Es stellt eine bewaldete und überwiegend nach Südwesten exponierte und zum Ilsetal abfallende Hanglage und den Kamm im Osten des Kleinen Fallsteins unter Schutz. Darüber hinaus ist eine in nördliche Richtung exponierte Senke zum Rhönsbach in das Naturschutzgebiet einbezogen.
Die Wälder im Naturschutzgebiet werden von Hainsimsen-Buchenwald im Westen, der nach Osten in einen Traubeneichen-Hainbuchenwald übergeht, geprägt. Die Krautschicht wird u. a. von Weißlicher Hainsimse, Maiglöckchen und Hain-Rispengras im Westen sowie Frühlingsplatterbse und Gewöhnlicher Goldnessel im Osten geprägt. Auf einem steilen Südwesthang stockt ein Karstbuchenwald mit Kleinblättrigem Sitter und Weißem Waldvögelein in der Krautschicht. Im Talgrund stocken Stieleiche und Gewöhnliche Esche. Hier herrschen in der Krautschicht hygrophile Arten wie Echtes Lungenkraut, Gefleckter Aronstab, Hohler Lerchensporn und Hohe Schlüsselblume vor. 
Nach Süden wird das Naturschutzgebiet von einem Feldahorn-Eichenwald begrenzt. Hier wachsen in der Krautschicht u. a. Einblütiges Perlgras, Echte Schlüsselblume, Schwarze Platterbse, Purpur-Knabenkraut, Helm-Knabenkraut, Weißes Waldvöglein und Langblättriges Waldvöglein.
Das Naturschutzgebiet ist u. a. Lebensraum für Rotmilan, Mäusebussard und Sperber, die hier auch brüten.
Das Waldgebiet ist nahezu vollständig von landwirtschaftlichen Nutzflächen umgeben.